# Pont d'Árta
Le pont d'Árta (en grec moderne : Γεφύρι της Άρτας) est un pont de pierre qui traverse le fleuve Arachthos à l'ouest de la ville d'Árta dans le nord-ouest de la Grèce. Il a été reconstruit à plusieurs reprises au cours des siècles, à partir de fondations romaines ou peut-être plus anciennes. Le pont actuel est lui probablement une construction ottomane du XVIIe siècle.
Le pont est connu dans le folklore grec par la ballade de Maître Manolis dont sont issus un certain nombre d'expressions et de proverbes grecs, généralement associés à des retards de construction.